# Pascal Chimbonda
Pascal Chimbonda (Les Abymes, 21 de febrero de 1979) es un futbolista francés que se desempeña como defensa. Actualmente milita en el Washington F.C. de la Northern Football League inglesa.

## Trayectoria
En la temporada 2006-2007 fichó por el Tottenham Hotspur FC, con el que conquistó en la temporada 2007-2008 la Copa.
En el verano de 2008, ya con Juande Ramos planificando la temporada, se incorporó a la disciplina del Sunderland AFC, dirigido por el ex internacional irlandés Roy Keane. En enero del 2009, se reincorporó al Tottenham Hotspurs. Tras su paso por el Blackburn Rovers FC o el QPR, jugó 28 partidos en el Carlisle United Football Club antes de volver a su país.

## Selección nacional
Ha sido internacional con la selección de fútbol de Francia en la Copa Mundial de Fútbol de 2006.

### Participaciones en Copas del Mundo
| Mundial                        | Sede     | Resultado  |
| ------------------------------ | -------- | ---------- |
| Copa Mundial de Fútbol de 2006 | Alemania | Subcampeón |

## Clubes
| Club                | País       | Año       |
| ------------------- | ---------- | --------- |
| Le Havre AC         | Francia    | 1999-2003 |
| SC Bastia           | Francia    | 2003-2005 |
| Wigan Athletic      | Inglaterra | 2005-2006 |
| Tottenham Hotspur   | Inglaterra | 2006-2008 |
| Sunderland AFC      | Inglaterra | 2008-2009 |
| Tottenham Hotspur   | Inglaterra | 2009      |
| Blackburn Rovers    | Inglaterra | 2009-2011 |
| QPR                 | Inglaterra | 2011      |
| Doncaster Rovers    | Inglaterra | 2011-2012 |
| Market Drayton Town | Inglaterra | 2013      |
| CD Fátima           | Portugal   | 2013      |
| Carlisle United     | Inglaterra | 2013-2014 |
| AC Arles-Avignon    | Francia    | 2014-2015 |
| Washington FC       | Inglaterra | 2017-     |

## Palmarés
| Título          | Club               | País       | Año  |
| --------------- | ------------------ | ---------- | ---- |
| Copa de la liga | Tottenham Hotspurs | Inglaterra | 2008 |